# Opuntia pennellii
Opuntia pennellii ist eine Pflanzenart in der Gattung der Opuntien (Opuntia) aus der Familie der Kakteengewächse (Cactaceae). Das Artepitheton pennellii ehrt die US-amerikanischen Botaniker Francis W. Pennell (1886–1952).

## Beschreibung
Opuntia pennellii wächst niedrig strauchig. Die leuchtend grünen verkehrt eiförmigen, dicken Triebabschnitte sind bis zu 15 Zentimeter lang. Die nicht auffälligen Glochiden sind gelblich. Die ein bis zwei pfriemlichen, nahezu abstehenden, weißen Dornen besitzen eine dunklere Spitze und sind bis zu 3,5 Zentimeter lang.
Über die Blüten und Früchte ist nichts bekannt.

## Verbreitung und Systematik
Opuntia pennellii in Kolumbien verbreitet.
Die Erstbeschreibung durch Nathaniel Lord Britton und Joseph Nelson Rose wurde 1919 veröffentlicht.
Opuntia pennellii ist nur unzureichend bekannt.

## Nachweise